# Золочене століття
Золочене століття (англ. Gilded Age) — історично короткий період зростання економіки США у 1865—1893, що закінчився економічною депресією. Назва періоду умовна й вельми неточна та охоплює лише тридцять років.

## Назва

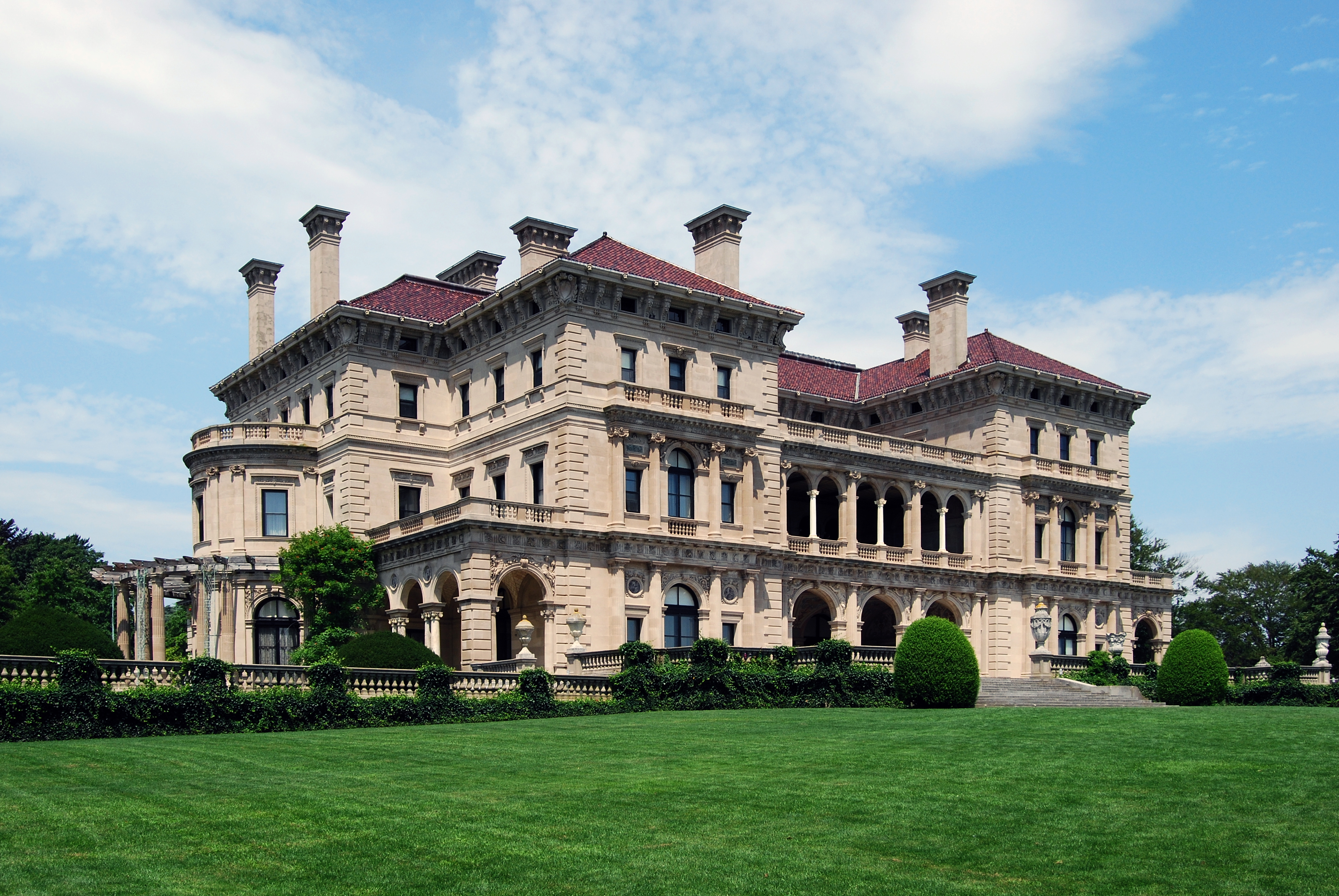
Палац родини мільйонерів Вандербілт в Ньюпорті (Род-Айленд), зразок пишної архітектури «позолочених років».

Назву «Золочене століття» запропонував роман, котрий створили письменники Марк Твен та Чарльз Дадлі Ворнер 1873 року. В романі сатирично обіграні історії тої пори в сенсі категорії «золоте століття». Справжню і повну назву роману можна перекласти як «Золочене століття. Оповіді про сьогодення».
Назву роману перенесли на історичний період зростання економіки та блискучої «піни», пов'язаної зі швидким збагаченням деяких верств населення, не обтяжених культурою чи культурними традиціями. Доба характеризувалась шаленими витратами нуворишів на розкоші, побудову пишних особняків з парками і скульптурами, що і породило уявлення про золоченість і фінансову успішність.
Фінансове піднесення дійсно мало місце, але двічі за тридцятирічний термін закінчувалось економічної депресією, що спричинило паніку у 1873 та у 1893 роках.
В Сполучених Штатах Америки друга промислова революція зазвичай асоціюється з електрифікацією, а насамперед з такими світилами наукової думки, як Нікола Тесла, Томас Алва Едісон та Джордж Вестінгауз та видатним американським інженером, засновником наукової організації праці і менеджменту Фредеріком Уінслоу Тейлором.
Аби задовольнити зростаючі потреби промисловості США в кваліфікованих працівниках, заснували велику кількість інженерно-технічних коледжів. Виникає складний бюрократичний апарат з власною ієрархією та звітністю. Вперше він був створений для управління залізницями США, і як ефективний на той час — перенесений у інші галузі економіки. В доволі великих корпораціях виникає система кар'єрного росту і перспективи на збільшення зарплатні і прибутку. Менеджери (управлінці) і чиновництво на порівняно великих посадах за рівнем прибутків зрівнялись з володарями дрібного бізнесу. Виникли умови для появи і зміцнення среднього класу.
В добу «золочених років» США перехопили у Великої Британії лідерство в Другій промисловій революції. Низка нових технологій, швидко запроваджених в реальність, не оминаючи і електифікацію, та активнсть бізнесових ділків сприяли індустріалізації та промисловому засвоенню природних ресурсів країни. За 1880-і роки валовий внутрішній продукт подвоївся, а національне багатство зростало на 3,8 % на рік.

## Історія

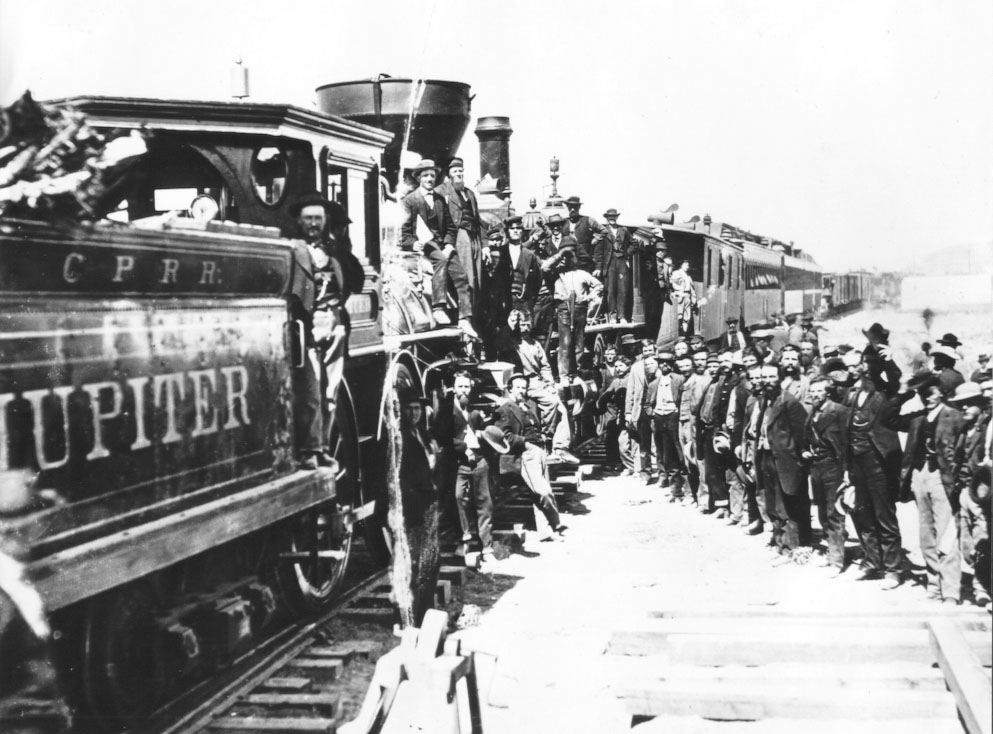
Урочистості з приводу закінчення будівництва трансконтинентальної залізниці у США. Травень 1869. Світлина Ендрю Рассела

За висновками істориків, могутність економіки США була закладена в добу «Золоченого століття». В 1870-і та 1880-і роки як економіка в цілому, так і заробітня платня, збагачення, національний продукт та капітали в США зростали найбільшими темпами в новій історії країни. Панівні позиції в організації бізнесу зайняли корпорації. На цей період прийшлося створення індустріальних гігантів на північному Сході США та використання всіх можливостей технічно-інженерних досягнень. Прибуток на душу населення в США вдвічі перебільшив показник у Німеччині та у Франції, на 50 % він був більшим ніж у Великої Британії.
Політичне життя в країні коливалося між боротьбою великих республіканської та демократичною партій. Лише іноді в ньому брали участь дрібні партії. Саме тоді була закладена двопартійна виборча система. Практично всі впливові особи в американській політиці належали чи то одної, чи то до другої великої партії. Найбільш забезпечений клас американського суспільства почав витрачати велетенські грошові суми на розкішний спосіб життя і розкішні приватні резиденції.
Аби приховувати рівень власного багатства і зменшувати тим соціальну напругу, широко використовують філантропію, давню традицію якої заклали ще в Британії. Отримані велетенські прибутки в руках небагатьох нібито добровільно повертались суспільству у вигляді філантропії. Завдяки цьому фінансово підтримували тисячі навчальних закладів (шкіл і коледжів), лікарень і шпиталів, академій, театрів і театральних шкіл, а також музеїв і бібліотек, оркестрів та благодійних товариств. Розголосу набув приклад Джона Рокфеллера, що на благодійність передав понад 500 мільйонів доларів, що становило половину його прибутків.
Система філантропії стала важливим важелем (разом із прихованим використанням криміналітету і, відкритим, поліції) в системі протидії народним заворушенням і протестам. Виникає і теоретичне підґрунтя системи протидії народним заворушенням і протестам, котру мільйонер Ендрю Карнеґі називав «Євангеліє від багатства».
В архітектурі Сполучених Штатів запанувала архітектура стилів неоренесанс, бозар і неоготика. Була мода на розкішні садиби і резиденції з мармуровими скульптурами, фонтанами і парками. Цей химеричний світ нервовості і бізнесової метушні, швидкого поглинання багатств, гонитви за дворянськими титулами, світ марнославства відображений в картинах низки художників Сполучених Штатів, від … до Джозефа Крістіана Леєндекера (1874—1951).
На цей же період прийшовся і розвиток в живопису Сполучених Штатів імпресіонізму. В невеселому мистецтві протестантської країни американський імпресіонізм відкрив сторінку мистецтва усміхненого, приємного за настроями, нехай обмеженого і поверхневого, неглибокого за змістом.
Кінець «золочених років» збігся з економічною кризою 1893–1897 років. Економічна депресія суттєво вплине на президентські вибори в США 1896 року. Країна перевалила в нову добу, що отримала назву прогресивізму.

## Хвиля імміграції
На так звану добу Золоченого століття прийшлася велика хвиля імміграції у США. Вона отримала назву «нова» на відміну від «старої імміграції» 1791—1849 років. В країну прибуло близько 10 мільйонів іммігрантів. Аби прийняти, відсортувати здорових від хворих та облаштувати новоприбулих з Європи і Російської імперії, федеральний уряд організував відповідний центр на острові Елліс в Нью-Йорку, там, де 28 жовтня 1886 року встановили статую Свободи.
Лише невелика частка «нових» іммігрантів була економічно успішними фермерами, котрі прагнули отримати більше землі під власні господарства. Серед фермерів США не було надто багатих чи мільйонерів. Тисячі бідних іммігрантів-селян були приваблені американською мрією і прагненням швидко розбагатіти. Але у випадках невдач вони покидали землеробство і влаштовувались на працю до млинів, шахт або малих виробництв чи фабрик, стаючи пролетаріатом. Більшість оселялась в північних штатах. Лише мала частина оселялась в південних штатах, де економічна ситуація погіршилась і не дуже покращувалась після громадянської війни 1861—1865.
Широке коло обмежуючих настанов було використано до китайських іммігрантів. Первісно їх наймали на некваліфіковану працю по створенню Центральної Тихоокеанської залізниці, особливо на ділянці Каліфорнія — штат Юта. За переписом 1870 року в країні нараховували 63.000 китайських іммігрантів. Вже через 10 років їх чисельність збільшилась до 106 000 у 1880 році. Мешканці США негативно реагували на китайських іммігрантів через суттєві відмінності в побуті і соціальній організації з ознаками клановості і феодалізму. В них вбачали небезпечних конкурентів, позаяк вони зголошувались на низьку зарплатню і цим сприяли зниженню зарплатні інших. Негативізм ставлення дійшов до краю, коли голова профспілок Семюел Гомперс категорично відмовив китайським іммігрантам ставати членами профспілок і мати профспілкову допомогу.
Конгрес США заборонив китайську імміграцію в країну законом від 1882 року. Частка іммігрантів повернулась в Китай, але не всі. Створилась китайська діаспора в США. Іммігрантам з Китаю не дозволяли отримувати громадянство до 1950 року.

## Зміни в містах

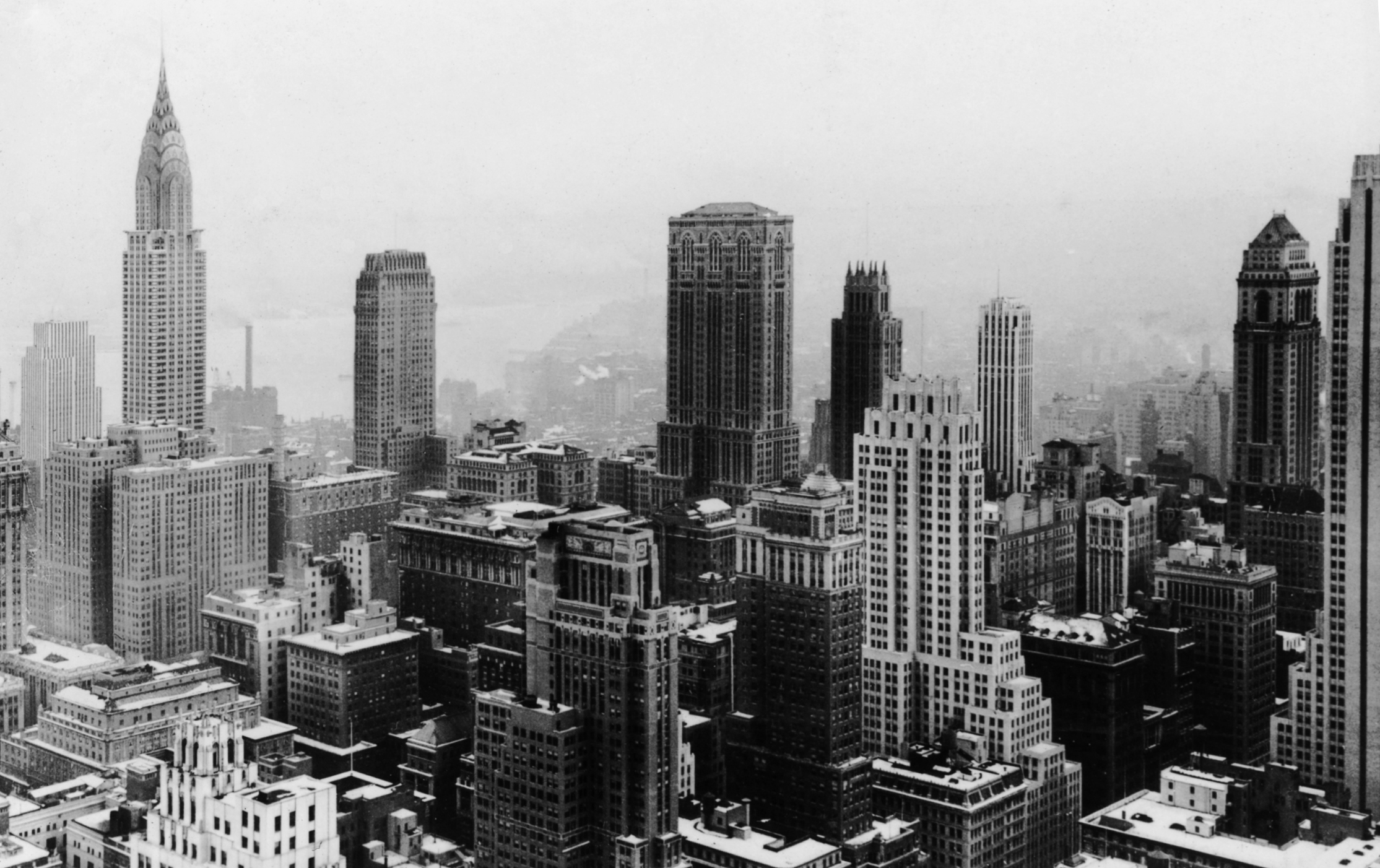
Панорама центральної забудови Нью-Йорка з даху Рокфеллер Центр, світлина 1932

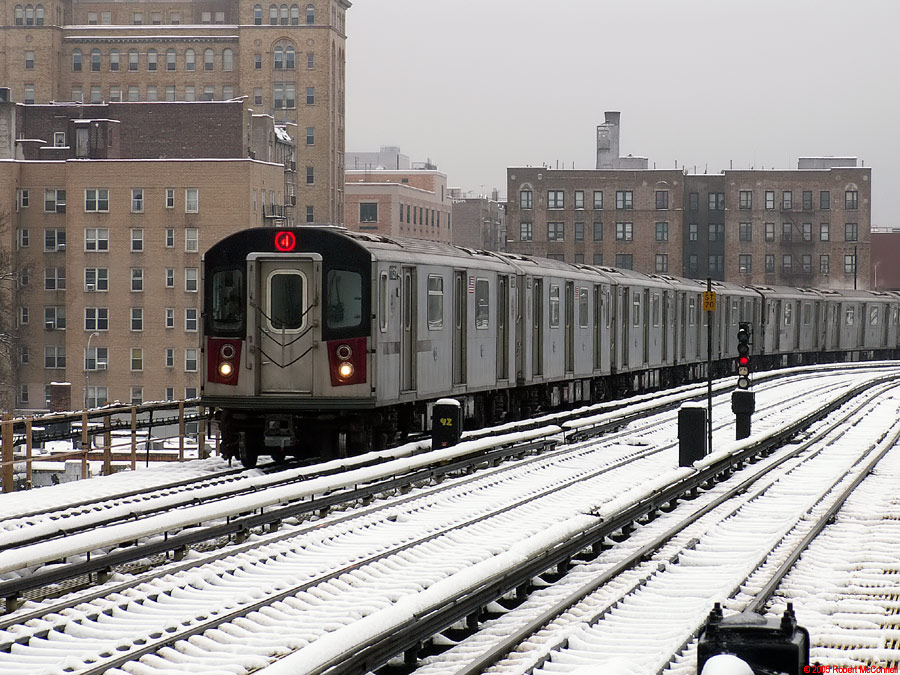
Потяг нью-йоркського метро на поверхні взимку

Золочене століття піднесення економіки суттєво змінило низку старих міст, серед яких були Нью-Йорк, Бостон, Філадельфія, Чикаго, декілька інших індустріальних центрів країни. Так, забудова міста Нью-Йорк складалася спочатку нерегулярною. Містобудівного плану в сучасному розумінні не існувало. Район Гринвіч-Віллидж почав забудовуватися в західно-східному напрямку. 1811 року двопалатний законодавчий орган штату Нью-Йорк прийняв «Комісійний» план забудови та продажу землі на території штату від сучасної 14-ї стріт до північного краю Мангеттену. План передбачав суворо ортогональну орієнтацію вулиць по всій незабудованій території острова. Таким чином, місто Нью-Йорк не отримувало одного яскраво вираженого центру і його створенням ніхто не опікувався і надалі. Хоча план піддавався справедливій критиці за монотонність, подальший розвиток містобудування підтвердив його більшу принадність для транспорту: автомобільний рух по регулярно розподіленим вулицям значно менш схильний до дорожніх заторів, ніж у старих європейських містах радіально-кільцевої структури. Проблему дорожніх заторів частково зняло і будівництво метро.
Кількість мешканців кількох міст швидко перетнула межу в один мільйон. Навіть американська будівельна промисловість не була готова до цих процесів. Збільшення мешканців міст потягло за собою зміни в інженерних, будівельних і транспортних галузях, але наражалось на приватну власність земельних ділянок. Піанером в забудові бізнесових центрів міст хмарочосами став архітектор Луїс Генрі Салліван (1856—1924). Візки і коні були витіснені з вузьких вулиць міст і замінені на автівки, трамваї та залізниці. Частка міст отримала метро в естетично спрощених формах. Забудова в містах не була позбавлена хаотичного розпланування, важкої стилістичної неузгодженості, ознак потворного урбанізму.
Розпочалось активне будівництво і в малих містах, де власники дешевого житла здавали його в оренду, маючи стабільний прибуток без участі в промисловому виробництві. Дрібну забудову підживлювала постійна імміграція, що досягла вищого щаблю у 1910 році. Первісно люди оселялись поруч, керуючись спільною неанглійською мовою, національною та релігійною приналежністю, спільними витоками з колишніх батьківщин. Значною була імміграція з Німеччини, що зберігала в діаспорі і німецьку мову і німецькі традиції. Але вже діти іммігрантів були двомовними і налаштованими на постійне поселення в Сполучених Штатах. Мало прив'язаними до США були іммігранти з Італії і Греції, котрі розглядали перебування в країні як тимчасове, як період заробітку при некваліфікованій праці з метою повернення на колишню батьківщину.

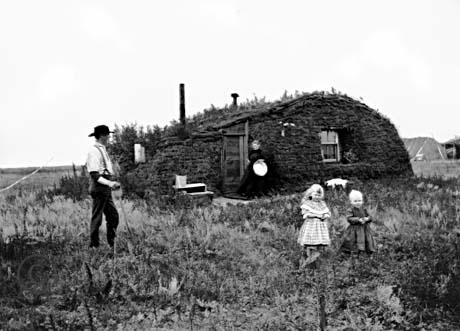
Іммігранти з Норвегії перед будинком з дерену, Північна  Дакота, світлина 1898
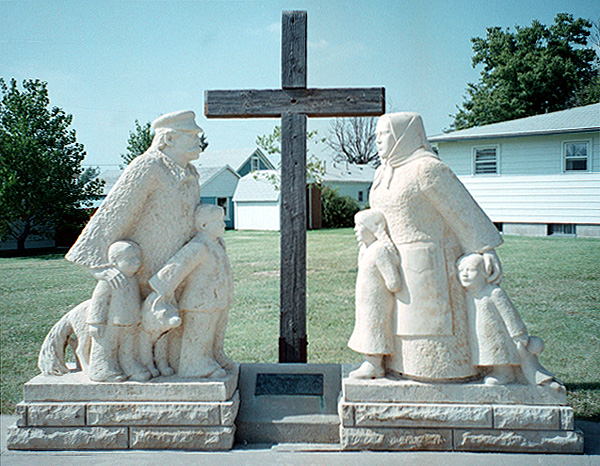
Пам'ятний знак на честь німецьких іммігрантів в штаті Канзас
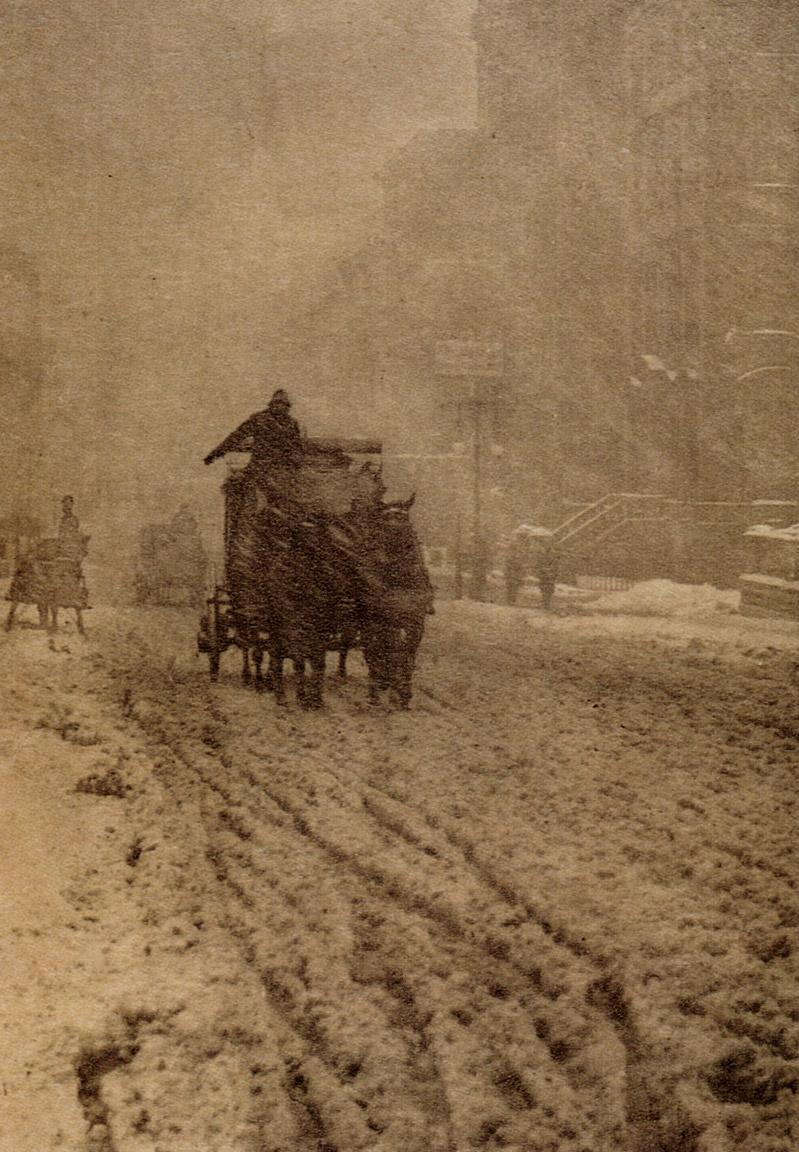
Світлина Альфреда Штіглиця 1892 «Нью-Йорк. П'ята авеню взимку»
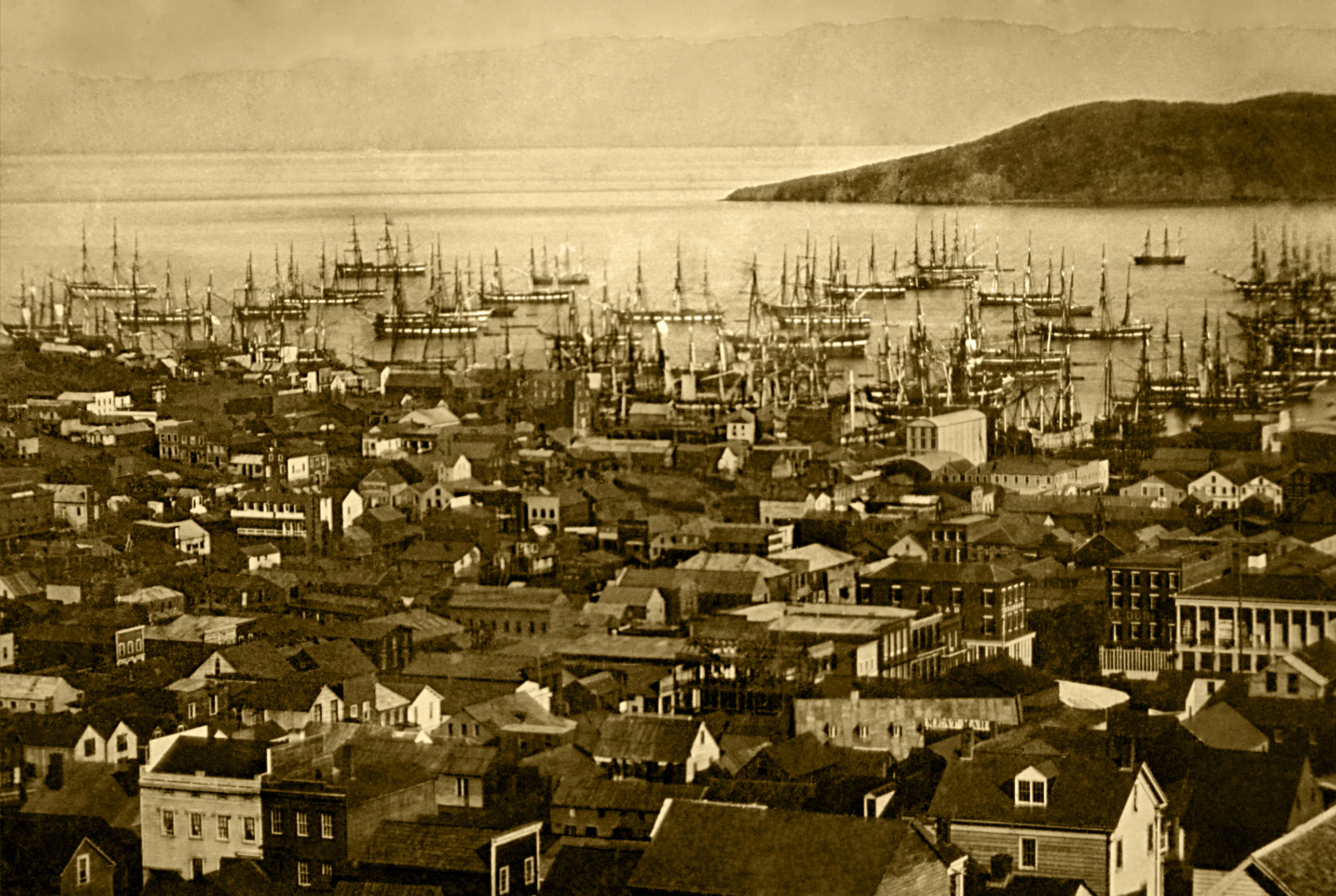
Гавань в Сан-Франциско, світлина 1850
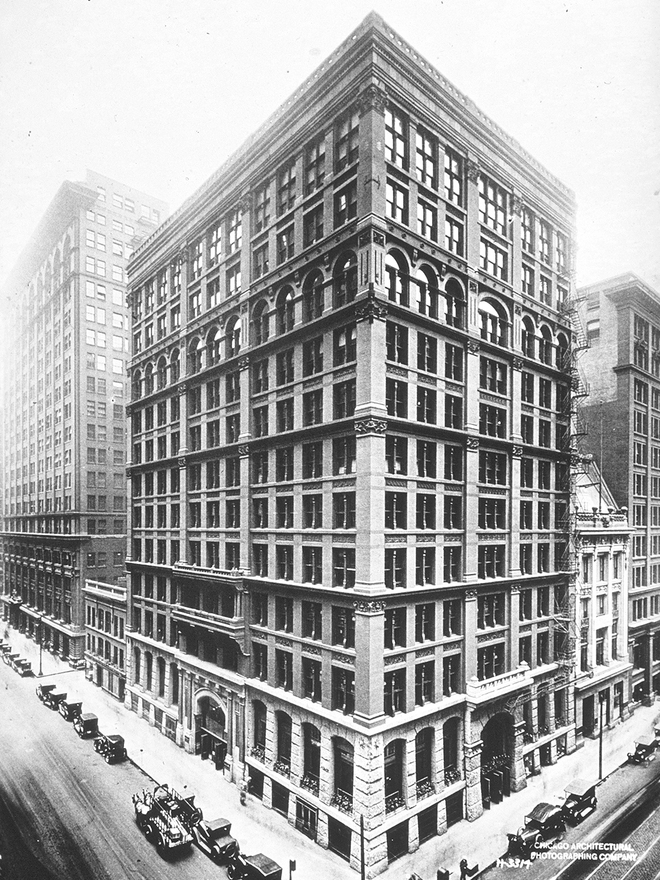
Перший хмарочос в Чикаго, вибудований у 1885
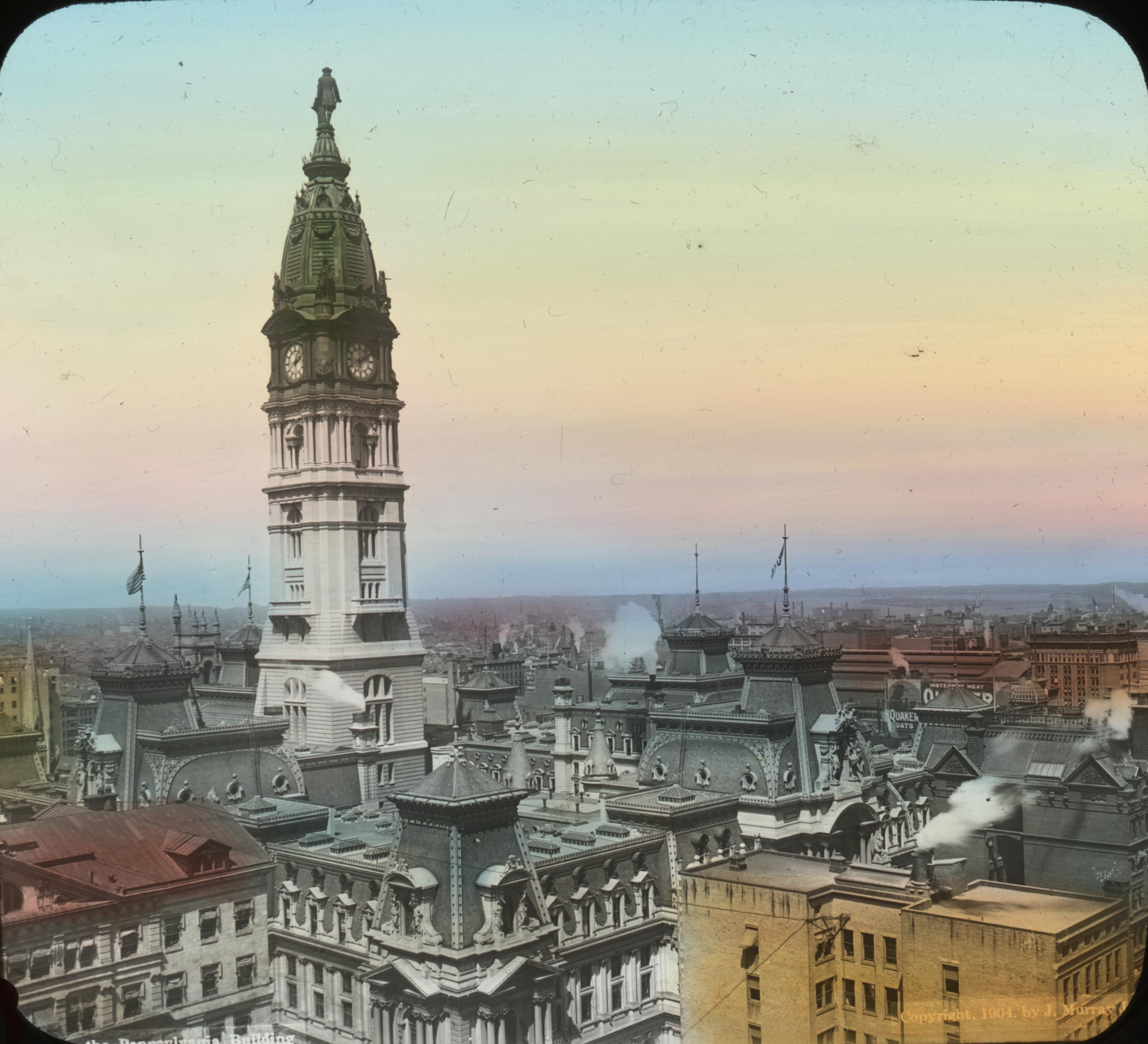
Філадельфія, світлина 1920
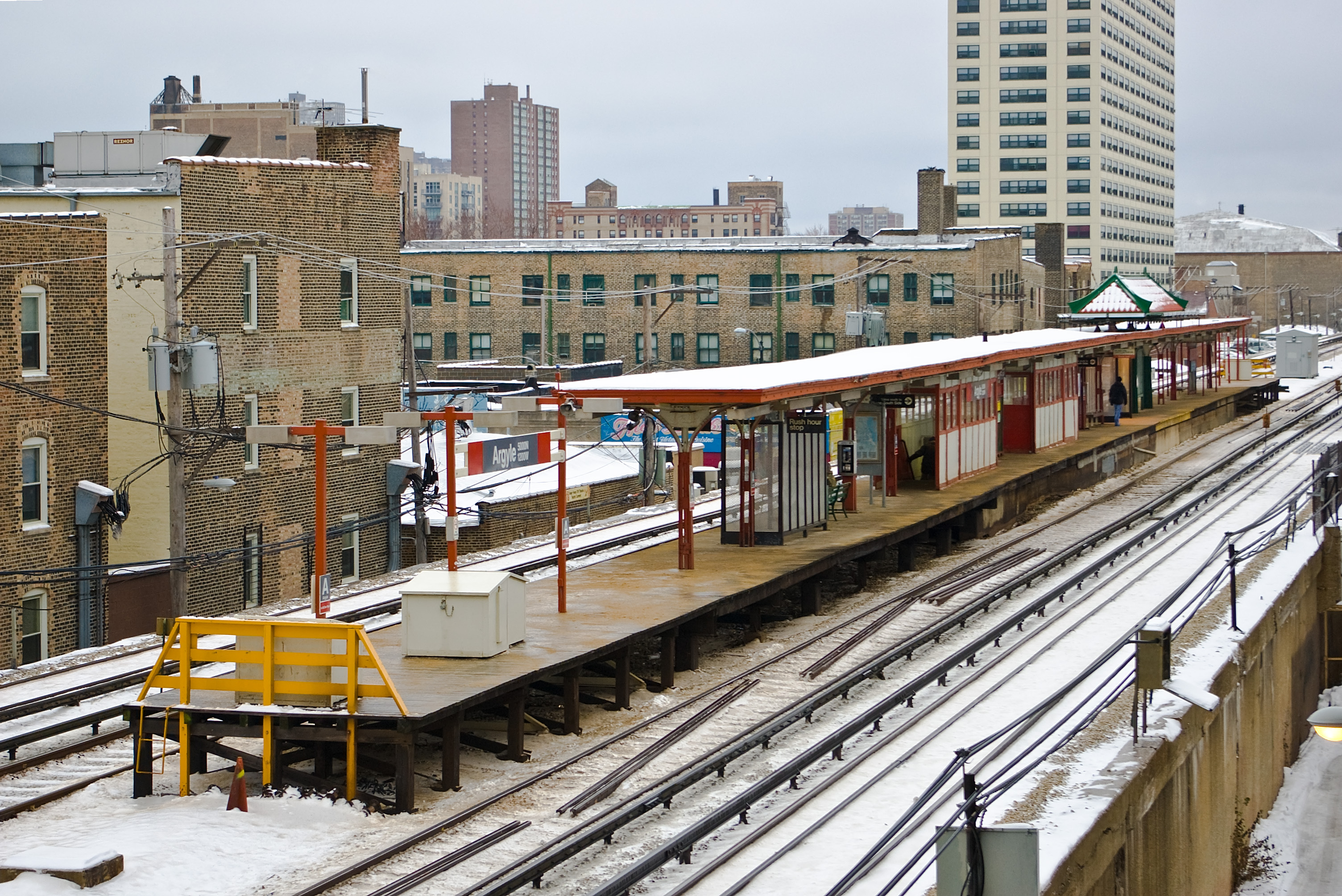
Залізниця в Чикаго

## Соціальні теорії
Серед наукових теорій, що набули поширення у ХІХ ст., була теорія Чарлза Дарвіна про природний добір. У ній природний відбір був описаний аналогічно до селекції, під час якої селекціонери систематично для розмноження відбирають тварин із рисами, корисними для людини. Теорія Дарвіна вийшла за межі наукових дискусій, позаяк мала атеїстичні аспекти і зачіпала економічні і світоглядні позиції церкви, викликаючи її спротив і спроби заборони. Проте згодом ідеї Дарвіна були перенесені на суспільство, аби виправдати несправедливий устрій суспільств, спробами виправдати експлуатацію народів і гноблення небагатьма багатими і впливовими всіх інших — «виживанням найбільш пристосованих». Ідеї соціального дарвінізму поєднували теорію Дарвіна з теоріями вільного ринку і принципами невтручання держав в економіку. Соціальний дарвінізм був взятий на озброєння у США у справі виправдання соціальної несправедливості.
Філантропія і широка, проте дрібна благодійність запобігали народним заворушенням і революційним спробам змінити існуючий устрій.
Нові ідеї зміцнення існуючих політико-економічних настанов запропонувала низка теоретиків:
- Генрі Джордж в книзі «Прогрес і бідність» запропонував ввести прогресивний податок для зближення рівня прибутків бідних и багатих;
- Торстейн Веблен в книзі «Теорія бездіяльного класу» акцентував увагу на надмірному споживанні досягнень колоніалізму і цивілізації лише купкою багатіїв;
- Едвард Белламі вбачав в майбутньому Сполучені Штати як країну соціального раю, не знаючи, однак, конкретного шляху до цього.

Прибічники релігійних настанов на зразок соціального євангелізму перейшли до заснування спілок і товариств на зразок YMCA та Армія порятунку, що за ймалися допомогою бідним та знедоленим. Джейн Аддамс та інші соціальні працівники в той період добровільно взяли на себе клопоти з організації дитячих садків, малих бібліотек, пансіонів для молодих працівниць та старих і немічних, з заснування благодійних закладів для найбідніших мешканців міст. Такі заходи зменшували соціальне невдоволення і соціальну напругу, кардинально не змінюючи ситуації з соціальною нерівністю.